# Xavier Margairaz
Xavier Margairaz (Rances, 7 gennaio 1984) è un ex calciatore svizzero, di ruolo centrocampista.

## Carriera

### Club
Milita dal 2004 al 2007 nella squadra svizzera dello Zurigo, dopo aver vestito la maglia del FC Yverdon (Svizzera) dal 1998 al 2001, quella del FC Losanna (Svizzera) dal 2001 al 2002 e quella del Neuchâtel Xamax (Svizzera) dal 2002 al 2004.
Nell'estate 2007 tenta l'avventura all'estero con il suo trasferimento in Spagna all'Osasuna di Pamplona.
Il 14 gennaio 2009 fa ritorno allo Zurigo, in prestito dall'Osasuna fino al termine della stagione.
Il 17 gennaio 2012 viene annunciato il suo acquisto da parte del Sion.
Dopo esser rimasto per sei mesi senza squadra, il 30 gennaio 2014 firma un contratto fino al termine della stagione con un'opzione per quella successiva con il Servette. Fa il suo esordio in campionato allo Stade de Genève il 9 febbraio contro lo Sciaffusa, sostituendo Jocelyn Roux durante la ripresa della partita poi persa per 3-1. 
Nel 2017 annuncia il suo ritiro dal calcio giocato

### Nazionale
Fa parte della Nazionale elvetica con la quale ha disputato la Coppa del Mondo FIFA del 2006 in Germania.

## Statistiche

### Cronologia presenze e reti in nazionale
| Cronologia completa delle presenze e delle reti in nazionale ― Svizzera | Cronologia completa delle presenze e delle reti in nazionale ― Svizzera | Cronologia completa delle presenze e delle reti in nazionale ― Svizzera | Cronologia completa delle presenze e delle reti in nazionale ― Svizzera | Cronologia completa delle presenze e delle reti in nazionale ― Svizzera | Cronologia completa delle presenze e delle reti in nazionale ― Svizzera | Cronologia completa delle presenze e delle reti in nazionale ― Svizzera | Cronologia completa delle presenze e delle reti in nazionale ― Svizzera |
| Data                                                                    | Città                                                                   | In casa                                                                 | Risultato                                                               | Ospiti                                                                  | Competizione                                                            | Reti                                                                    | Note                                                                    |
| ----------------------------------------------------------------------- | ----------------------------------------------------------------------- | ----------------------------------------------------------------------- | ----------------------------------------------------------------------- | ----------------------------------------------------------------------- | ----------------------------------------------------------------------- | ----------------------------------------------------------------------- | ----------------------------------------------------------------------- |
| 4-6-2005                                                                | Toftir                                                                  | Fær Øer                                                                 | 1 – 3                                                                   | Svizzera                                                                | Qual. Mondiali 2006                                                     | -                                                                       | 68’                                                                     |
| 31-5-2006                                                               | Ginevra                                                                 | Svizzera                                                                | 1 – 1                                                                   | Italia                                                                  | Amichevole                                                              | -                                                                       | 46’                                                                     |
| 3-6-2006                                                                | Zurigo                                                                  | Svizzera                                                                | 4 – 1                                                                   | Cina                                                                    | Amichevole                                                              | -                                                                       | 46’                                                                     |
| 13-6-2006                                                               | Stoccarda                                                               | Francia                                                                 | 0 – 0                                                                   | Svizzera                                                                | Mondiali 2006 - 1º turno                                                | -                                                                       | 82’                                                                     |
| 23-6-2006                                                               | Hannover                                                                | Svizzera                                                                | 2 – 0                                                                   | Corea del Sud                                                           | Mondiali 2006 - 1º turno                                                | -                                                                       | 72’                                                                     |
| 16-8-2006                                                               | Vaduz                                                                   | Liechtenstein                                                           | 0 – 3                                                                   | Svizzera                                                                | Amichevole                                                              | 1                                                                       | 69’                                                                     |
| 15-11-2006                                                              | Basilea                                                                 | Svizzera                                                                | 1 – 2                                                                   | Brasile                                                                 | Amichevole                                                              | -                                                                       | 71’                                                                     |
| 7-2-2007                                                                | Düsseldorf                                                              | Germania                                                                | 3 – 1                                                                   | Svizzera                                                                | Amichevole                                                              | -                                                                       | 81’                                                                     |
| 22-3-2007                                                               | Kingston                                                                | Giamaica                                                                | 0 – 2                                                                   | Svizzera                                                                | Amichevole                                                              | -                                                                       |                                                                         |
| 2-6-2007                                                                | Basilea                                                                 | Svizzera                                                                | 1 – 1                                                                   | Argentina                                                               | Amichevole                                                              | -                                                                       | 71’                                                                     |
| 22-8-2007                                                               | Lancy                                                                   | Svizzera                                                                | 2 – 1                                                                   | Paesi Bassi                                                             | Amichevole                                                              | -                                                                       | 81’                                                                     |
| 7-9-2007                                                                | Vienna                                                                  | Svizzera                                                                | 2 – 1                                                                   | Cile                                                                    | Amichevole                                                              | -                                                                       | 66’                                                                     |
| 11-9-2007                                                               | Klagenfurt am Wörthersee                                                | Svizzera                                                                | 3 – 4                                                                   | Giappone                                                                | Amichevole                                                              | -                                                                       | 46’                                                                     |
| 13-10-2007                                                              | Zurigo                                                                  | Svizzera                                                                | 3 – 1                                                                   | Austria                                                                 | Amichevole                                                              | -                                                                       | 46’                                                                     |
| 17-10-2007                                                              | Basilea                                                                 | Svizzera                                                                | 0 – 1                                                                   | Stati Uniti                                                             | Amichevole                                                              | -                                                                       | 46’                                                                     |
| 6-2-2008                                                                | Londra                                                                  | Inghilterra                                                             | 2 – 1                                                                   | Svizzera                                                                | Amichevole                                                              | -                                                                       | 63’                                                                     |
| 3-9-2010                                                                | San Gallo                                                               | Svizzera                                                                | 0 – 0                                                                   | Australia                                                               | Amichevole                                                              | -                                                                       |                                                                         |
| 7-9-2010                                                                | Basilea                                                                 | Svizzera                                                                | 1 – 3                                                                   | Inghilterra                                                             | Qual. Euro 2012                                                         | -                                                                       | 46’                                                                     |
| Totale                                                                  |                                                                         | Presenze                                                                | 18                                                                      |                                                                         | Reti                                                                    | 1                                                                       |                                                                         |

## Palmarès

### Club
- Campionato svizzero: 2

Zurigo: 2005-2006, 2006-2007
- Coppa Svizzera: 1

Zurigo: 2004-05